# Kasihta
Kasihta o també Cusseta, fou una ciutat mare i una ciutat de pau dels Baixos Creeks, una divisió de la Confederació Creek. Es troba en l'actual l'estat de Geòrgia.

## Orígens
Segons la història oral muskogi els primers creeks d'Ocmulgee s'assentaren a Kasihta i Coweta, aproximadament pels voltants de, 900–1000 CE.

## Segle XVIII-XIX
Després de la Guerra Yamasee, la gent de Cussetta es traslladà dels marges del riu Chattahoochee i reconstruí la seva ciutat al riu Ocmulgee. Fins a la deportació forçada dels creek de Geòrgia i Alabama en la dècada del 1830, Cusseta era una de les ciutats creek més antigues i significatives. El cens de 1832–33 registrà 1.918 residents vivint a Kasihta (o Cusetta).
Pel 24 de març de 1832 representants de la Nació Creek signaren a la ciutat el Tractat de Cusseta, cedint totes les terres de la Nació a l'est del riu Mississipi, que es dividí en assignacions individuals.

## Avui
Lawson Army Airfield a Fort Benning ocupa actualment el territori de l'antiga Kasihta o Cusseta.